# Río Marikina
El río Marikina (tagalo: Ilog Marikina) es un río del este de Gran Manila, Filipinas. Es el mayor afluente del río Pasig y su cabecera se encuentra en las montañas de Sierra Madre, en Rodríguez, provincia de Rizal.
El río Marikina solía ser una importante ruta de transporte durante la época colonial española, pero su importancia como ruta de transporte disminuyó cuando se estableció el sistema nacional de carreteras de Filipinas. La consiguiente falta de tráfico fluvial y la deforestación de las zonas altas en lo que ahora es el Paisaje Protegido de la Cuenca Superior del Río Marikina contribuyeron a la sedimentación del río, reduciendo aún más su valor como ruta de transporte.
Debido a la negligencia y al desarrollo industrial, el río ha quedado muy contaminado, algo que las últimas administraciones de Marikina han intentado solucionar.

## El sistema del río Marikina

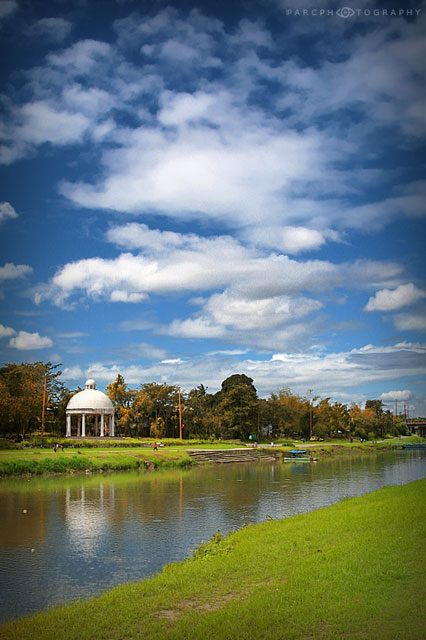
Parque del río Marikina

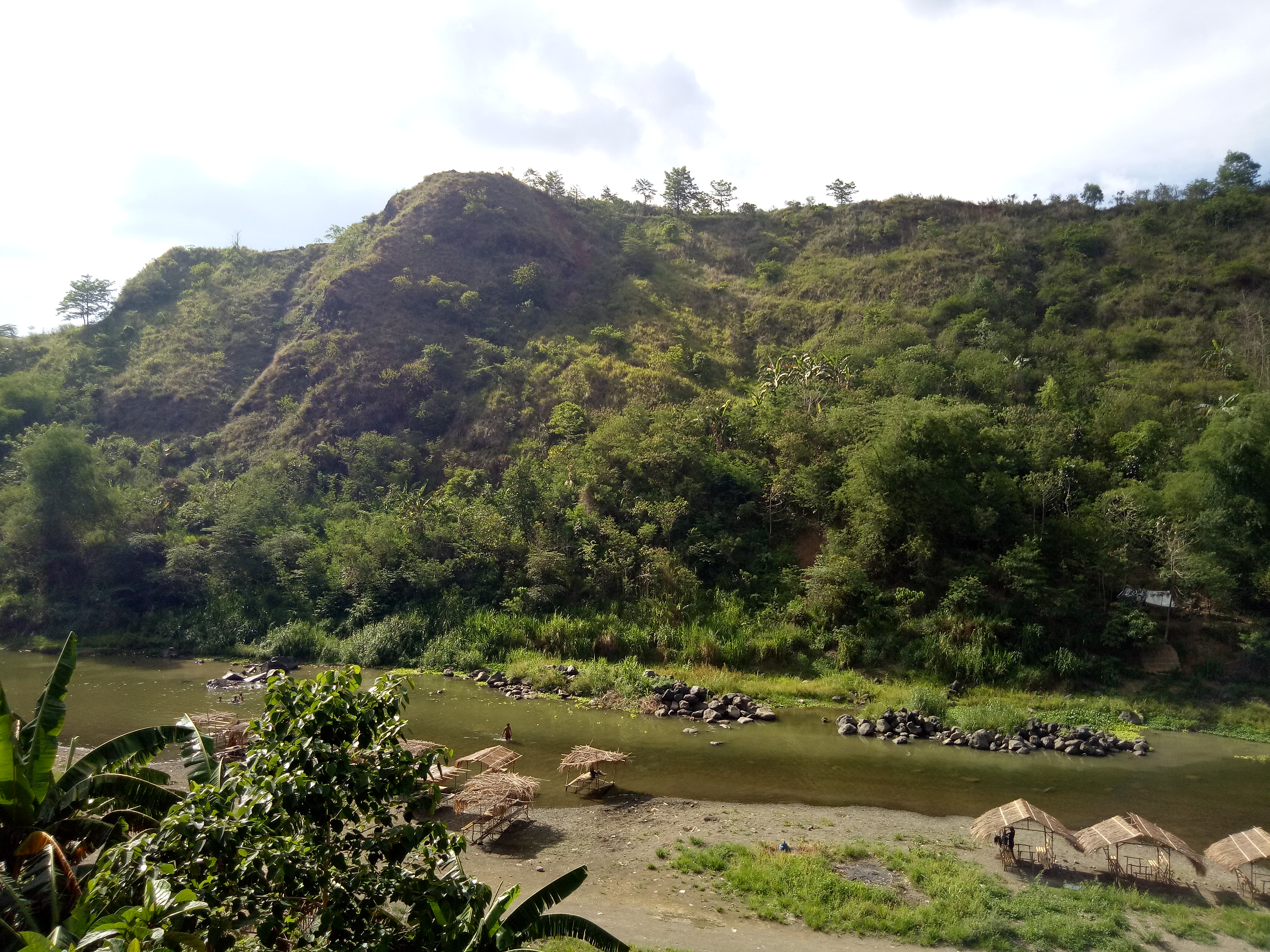
Alto río Marikina en Rodríguez, Rizal

En el Paisaje Protegido de Pamitinan, situado en Sitio Wawa, Brgy. San Rafael, en Rodríguez, el río Marikina está represado por la presa de Wawa, una estructura construida a principios del siglo XX para suministrar agua a Manila. Desde Rodríguez, el río fluye a través de San Mateo y luego a su ciudad homónima de Marikina. En Pasig, el río se encuentra con las compuertas del Manggahan Floodway, una vía de agua controlada que se utiliza para evitar las inundaciones en Manila durante las fuertes lluvias, desviando la mayor parte del agua del Marikina hacia la Laguna de bay en lugar del río Pasig. La confluencia de los ríos Marikina y Pasig se encuentra 6,75 kilómetros río abajo.
La profundidad del río oscila entre los 3 y los 21 metros y tiene una anchura de 70 a 120 metros. Tiene una superficie total de casi 75,2 hectáreas y una longitud de 27 kilómetros. La orilla del río tiene una elevación de 8 metros sobre el nivel del mar en el límite de San Mateo y Marikina. Desciende lentamente a una elevación de 4 metros casi antes del límite de Malanday y Santo Niño. La elevación más baja se encuentra a lo largo de Calumpang, a 2 metros 7  sobre el nivel del mar.

### Vías fluviales tributarias
El río Marikina tiene varios afluentes en forma de arroyos y ríos, y al menos una antigua sección de río en Barangay Tumana de Marikina de la que se ha desviado el flujo original del río. Estos afluentes drenan cuatro municipios y una ciudad en la provincia de Rizal, y tres ciudades en la región de la capital nacional de Filipinas.

#### Rodríguez, Rizal
El mayor de estos afluentes se encuentra río arriba en las áreas más montañosas de Rodríguez. Esto incluye el río Tayabasan y el río Montalbán, el río Boso Boso y el río Wawa, que se encuentra con el río Marikina, aguas arriba de la presa Wawa . Más abajo de la presa, pero aún en la ciudad de Rodríguez, se encuentran el río Puray (que fluye cerca del zoológico de Avilón ) y el río Manga.

#### Barangka
Hasta este punto el río sigue una dirección más o menos este-oeste hasta San José, Rodríguez, donde toma un giro brusco de norte a sur hacia el municipio de San Mateo, donde el río Ampid forma el límite entre los barangays Maly y Ampid. En este punto, al otro lado del río en la ciudad de Quezón, el arroyo Calamiong drena el Barangay Bagong Silang. Más abajo, el río Nangka y su propio afluente en el arroyo Sapang Labo marcan el límite entre San Mateo y Marikina

#### Ciudad de Marikina
En algún lugar al norte de Brgy. Tumana, en Marikina, se encuentra un punto en el que un dique de la época colonial americana desplazó el caudal del río Marikina hacia el oeste, alejándolo del centro de población de Sitio Bayanbayanan (ahora conocido como Concepción Uno), donde la erosión había sido un problema. La construcción de un dique dejó tras de sí un cauce remanente que ahora se conoce como Patay na Ilog (literalmente "río muerto", en referencia a la antigua trayectoria del río), por donde pasaba la trayectoria original del río, que vuelve a unirse al río Marikina justo al sur del puente de Tumana. El dragado para este dique de la época americana dejó un gran afloramiento de piedra justo por debajo del nivel del agua, donde los niños de Marikina jugaban, en la época en que el agua aún estaba limpia, de modo que esta parte del río aún se llama "luksong kabayo" 
El nombre de Barangay Tumana hace referencia a la palabra tagala que designa un terreno amplio y llano justo por encima del nivel del agua. La zona se consideraba ideal para el cultivo de hortalizas debido a la riqueza del suelo del río y a la inundación anual de la zona por el río Marikina durante la temporada de lluvias, lo que impedía que las plagas de insectos rastreros se quedaran permanentemente. Con el tiempo, esta zona también se utilizó para la extracción de tierra del río y vio una afluencia de colonos informales que la convirtieron en una zona residencial, convirtiéndose finalmente en un barangay separado de Concepción, con Patay na Ilog formando parte del límite.
Más al sur, en el lado de la ciudad de Quezón, Barangay Pansol es drenado por Pansol Creek, con cabeceras que llegan hasta justo detrás del Campus de la Escuela Integrada de la Universidad de Filipinas. Incluso más al sur en Barangay Malanday, Marikina, el arroyo Lamuan-Bulelak también desemboca en el río Marikina, aunque su área precisa de la desembocadura se ha desdibujado por la construcción de edificios residenciales.

##### Hitos del río Marikina enMarikina
| - Parque del río Marikina - Campamento para jóvenes - Parque Ka-Angkan - Pista de patinaje - Centro de estilo de vida saludable para la tercera edad - Puente de Marikina - Bares y restaurantes del río Marikina - Estatua de Marikit-Na - Jardín romano - Pagoda china - Parque de las Mujeres - Parque Butiki | - Parque Butiki - Parque de la Senda de los Animales - Parroquia de San Antonio de Padua - Anfiteatro de Riverbanks - Riverbanks Center - Cafés y restaurantes de Marikina Riverbanks - Carabao Trail - SM City Marikina - Jardín Verde del Valle Industrial - Dutch Marikina - Bazares nocturnos de Marikina (durante la temporada navideña) |

#### Arroyos adyacentes
En Marikina, muchos otros arroyos fluyen cerca del río Marikina pero no están conectados directamente. Estos incluyen Bankaan Creek en Barangay Parang, Concepcion Creek en Barangay Concepcion Dos y Usiw Creek en Barangay Santa Elena. En cambio, estas vías fluviales están conectadas en una red compleja con los arroyos Balanti, Halang y Muntingdilao y el río Sapang Baho, que eventualmente desembocan en Manggahan Floodway y Laguna de Bay .

## Ecología
El río Marikina está al borde de un desequilibrio ecológico ya que una extraña especie de pez ha dominado su ecosistema. Desde finales de la década de 1990, el río Marikina ha estado infestado por peces conserjes. Antes, el río estaba lleno de especies locales martiniko, ayungin y biya.
La creciente población de peces ha llevado al gobierno de la ciudad a lanzar un nuevo programa para controlar su número. La ciudad emitió la Ordenanza 004, serie de 2007, por la que se pone en marcha la campaña de erradicación de los peces limpiadores en la ciudad de Marikina, concediendo incentivos en metálico a los participantes y destinando anualmente cincuenta mil pesos (₱50.000,00) a este fin.
Un estudio científico de la especie encontrada en cinco ubicaciones en el sistema tributario de Laguna de Bay, incluido el río Marikina, reveló que el espécimen de pez conserje previamente reportado como Hypostomus plecostomus en realidad pertenece al género Pterygoplichthys, familia Loricariidae . Los especímenes recolectados para este estudio consistieron en dos especies; Pterygoplichthys disjunctivus y Pterygoplichthys pardalis . Ambas especies se recolectaron del río Marikina. Solo la especie disjunctivus fue recolectada del río Pasig.

## Cruces
Un total de 16 puentes cruzan el Marikina. El primer puente desde el triángulo con los ríos Boso-Boso y Sapa Bute es el puente del Pacífico, seguido por el puente Rancho Luisito Way, el puente Eastwood Greenview y el puente Phil Rock Spillway, respectivamente, hacia el sur. Luego sigue hacia el primer puente de propiedad gubernamental que es el puente San José.
Cruzando la frontera entre Quezon City y San Mateo, el puente Batasan-San Mateo cruza la ruta y luego en Marikina se dirige hacia cuatro puentes, a saber, el puente Gil Fernando, el puente Marikina, el puente Marcos y el puente de la Línea 2 desde la estación de Santolan hasta Estación Katipunan .
El siguiente puente río abajo hacia la frontera entre Quezon City y Marikina es el Puente Macapagal que conecta las ciudades de Quezon y Marikina. Luego cruza a otra frontera administrativa entre Quezon City y Pasig con el Puente Manalo.
Más abajo, los puentes restantes antes del extremo sur del río están todos en Pasig, y los dos primeros son el Puente del Rosario y el Puente de Sandoval. A continuación, el puente más nuevo, inaugurado en octubre de 2017, es el puente Kaginhawaan, que conecta los barangays Población y Ugong en Pasig. Luego, los últimos puentes cerca de la confluencia del río Pasig son el Puente de Vargas y el Puente de Santa Rosa de Lima.
El futuro puente de la autopista es Metro Manila Skyway. La etapa 4 de Skyway o Metro Manila Expressway/C-6, según lo planeado, sirve como una carretera de conexión desde la etapa 3 en Santa Mesa, Manila hasta el complejo Batasang Pambansa en Quezon City. El puente de la autopista se construirá dentro de la ciudad de Marikina y servirá como una solución al tráfico pesado a lo largo del corredor de la autopista Magsaysay Boulevard-Aurora Boulevard-Marikina-Infanta Highway, así como en la avenida Ortigas. Se esperaba que el proyecto comenzase en 2018.

## Inundaciones importantes

### Tifón Ketsana / Ondoy
El 26 de septiembre de 2009, hacia las 18:00 horas PST, el tifón Ondoy azotó la zona metropolitana de Manila y descargó las lluvias de un mes en menos de 24 horas, lo que provocó el rápido desbordamiento del sistema fluvial de Marikina, incluido el cauce de Manggahan. Junto con las inundaciones a lo largo de otros sistemas fluviales, el 80% de la Región de la Capital Nacional se inundó. También se inundaron 25 provincias cercanas. Sólo en Metro Manila, 6,1 m de agua sucia obligaron a la gente a evacuar sus hogares. Para el 30 de septiembre, al menos 450.000 habitantes habían sido desplazados, y al menos 380.000 se vieron obligados a instalarse en refugios improvisados; se informó de la muerte de 246 personas. Se cree que el bloqueo de las tuberías, el mal mantenimiento del sistema de alcantarillado y la falta de recogida de los residuos domésticos fueron factores importantes en la rapidez con la que las aguas de la inundación engulleron los alrededores. Esto llevó a la presidenta Gloria Macapagal Arroyo a declarar el estado de calamidad nacional y a crear un grupo de trabajo para rescatar a los habitantes. Sin embargo, el gobierno se vio obligado a admitir que los recursos eran escasos y pidió ayuda mundial. A partir de entonces, se ha intentado mejorar el sistema de drenaje de toda la ciudad arreglando las alcantarillas junto con las nuevas "aceras rojas" de la marca.
Esta es la peor tormenta que ha experimentado Metro Manila desde 1967.

### Tifón Meari / Falcon
El 24 de junio de 2011, las fuertes lluvias de la tormenta tropical severa Meari afectaron a Luzón, incluida Metro Manila. El nivel del agua en el río Marikina alcanzó su nivel crítico, inundándose junto a las riberas del río, cerca del río. Sin embargo, el nivel del agua no llegó a sus márgenes más altas, a las calles y comunidades. No se informó de víctimas, pero el lodo y los escombros del río fueron abandonados por las riberas desbordadas.

### Tifón Nesat / Pedring
El 27 de septiembre de 2011, el tifón Pedring descargó fuertes lluvias como el Ondoy sobre Luzón, incluyendo Metro Manila y las provincias cercanas. El nivel de agua del Marikina alcanzó un nivel superior al del 24 de junio de 2011, llegando a los 20,1 metros  a las 17:00 horas. La inundación sumergió casas en varios barangays de Marikina y San Mateo.  No se registraron muertes en Marikina, pero en San Mateo sí. El día después, el río Marikina volvió a estar en nivel crítico. El 29 de septiembre de 2011, a las 5 de la mañana, el agua bajó en las orillas del río y los residentes comenzaron a limpiar. A las 6 de la mañana, el agua alcanzó los 15,2 metros.

### 2012 lluvias monzónicas del suroeste / Habagat
El flujo meridional del tifón Haikui a principios de agosto de 2012 potenció el monzón del suroeste en gran parte de Luzón. Como resultado, las fuertes lluvias generalizadas afectaron a las regiones que aún se recuperaban de las mortales inundaciones provocadas por el tifón Saola menos de una semana antes. Durante un lapso de 22 horas, entre el 6 y el 7 de agosto, cayeron 687 mm de lluvia en algunas zonas de Gran Manila, lo que llevó a los medios de comunicación locales a comparar el suceso con el tifón Ketsana de 2009, que causó 464 muertos en la ciudad. Algunas de las inundaciones más graves se produjeron a lo largo del río Marikina, que creció hasta alcanzar niveles casi récord. Durante la tarde del 7 de agosto, el río alcanzó una altura de 20,6 m, muy por encima del nivel de inundación de 16 m  y unos 3 m por debajo del nivel récord establecido durante el tifón Ketsana. Alrededor del 70% de Gran Manila se vio afectado por las inundaciones. Algunas zonas quedaron sumergidas hasta 3 m. Debido a la expansión de las inundaciones, las autoridades de la ciudad evacuaron a más de 23.000 residentes de las zonas propensas a las inundaciones y los reubicaron en refugios instalados en toda la zona. Según un periodista de la British Broadcasting Corporation, muchos residentes se mostraron reacios a dejar sus pertenencias, y algunos volvieron a atravesar las aguas de la inundación para recuperarlas. Las autoridades temían que la inundación pudiera empeorar, ya que la presa de La Mesa seguía desbordándose en ese momento. Al menos nueve personas murieron y otras cuatro resultaron heridas en un corrimiento de tierras en Quezon City. Más de cincuenta personas murieron ese día.
Esta fue la peor lluvia en un tifón no directo o tormenta tropical registrada que haya experimentado Gran Manila desde 2009, superando la cantidad acumulada de lluvia provocada por el tifón Ketsana .

### Tifón Vamco / Ulysses
El río Marikina superó los niveles de agua alcanzados por el tifón Ketsana en 2009, que trajo lluvias masivas y provocó graves inundaciones. A las 11:00 PHT, el nivel del agua del río había subido a 22 metros (72,2 pies), sumergiendo la mayor parte de la ciudad en aguas de inundación, según la Oficina de Información Pública de Marikina.